# رؤية أمامية بالأشعة تحت الحمراء

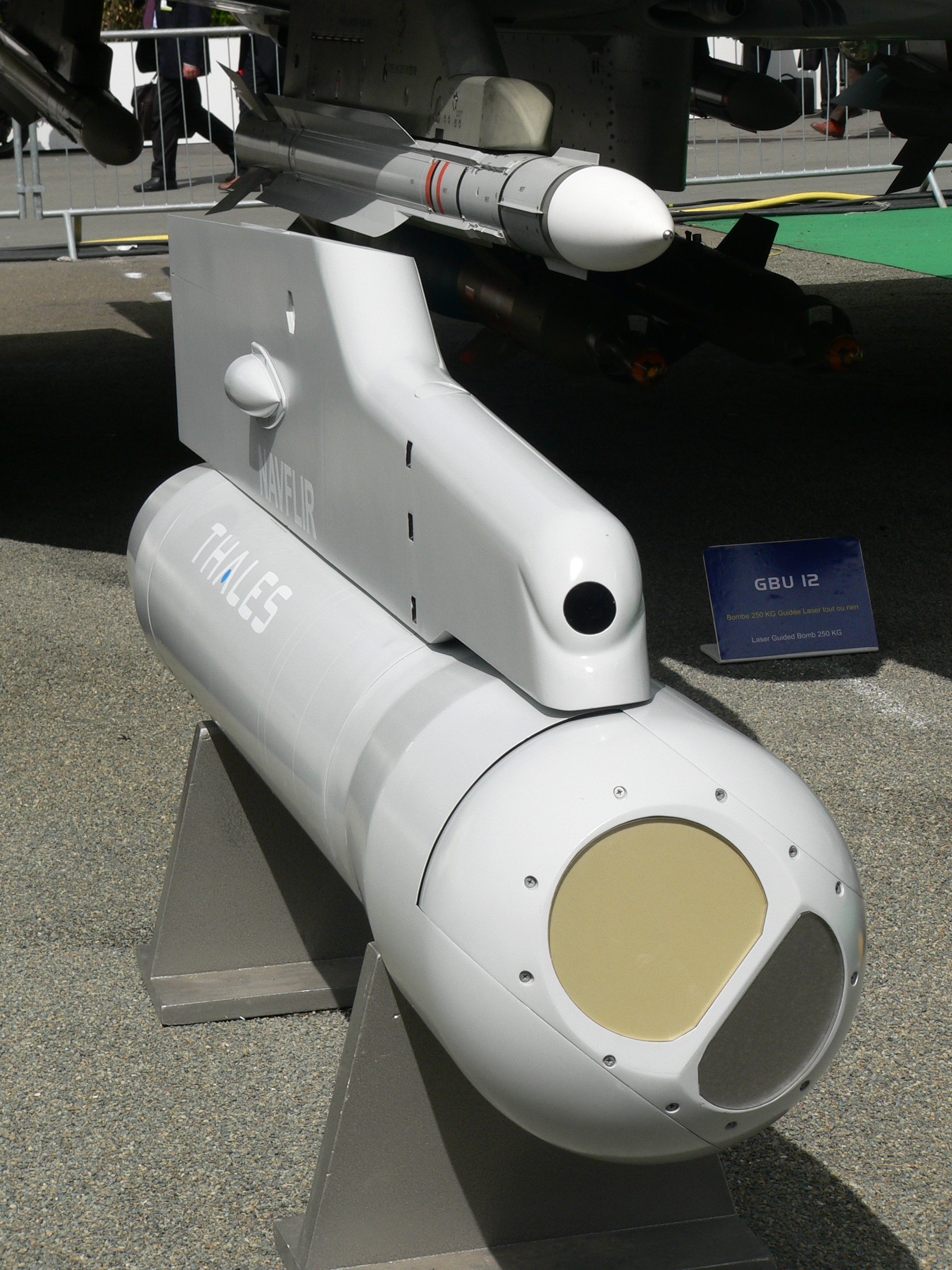

رؤية أمامية بالأشعة تحت الحمراء (بالإنجليزية: Forward looking infrared)‏ (FLIR) هي تقنية «للرؤية الليلية» لتصوير البيئة المحيطة بواسطة كاميرات حرارية تبحث عن مصادر الحرارة، وتعمل بالأشعة تحت الحمراء. وتستخدم عادة في الطائرات العسكرية والمدنية.